# Condado de Tarnowskie Góry
Condado de Tarnowskie Góry (polaco: powiat tarnogórski) é um powiat (condado) da Polônia, na voivodia da Silésia. A sede do condado é a cidade de Tarnowskie Góry. Estende-se por uma área de 642,63 km², com 138 458 habitantes, segundo o censo de 2005, com uma densidade de 215,46 hab/km².

## Divisões admistrativas
O condado possui:
Comunas urbanas: Kalety, Miasteczko Śląskie, Radzionków, Tarnowskie Góry
Comunas rurais: Krupski Młyn, Ożarowice, Świerklaniec, Tworóg, Zbrosławice
Cidades: Kalety, Miasteczko Śląskie, Radzionków, Tarnowskie Góry

## Demografia
População (dados de 30 de Junho de 2007):
|          | Total   | Total | Mulheres | Mulheres | Homens  | Homens |
| -------- | ------- | ----- | -------- | -------- | ------- | ------ |
|          | pessoas | %     | pessoas  | %        | pessoas | %      |
| Total    | 138 458 | 100   | 71 061   | 51,3     | 67 397  | 48,7   |
| Cidades  | 94 867  | 100   | 49 086   | 51,7     | 45 781  | 48,3   |
| Povoados | 43 591  | 100   | 21 975   | 50,4     | 21 616  | 49,6   |